# 德属萨摩亚
德属萨摩亚（德語：Deutsch-Samoa）是1900年至1914年德国曾经拥有的一个殖民地。该殖民地涵盖乌波卢岛、萨瓦伊岛、阿波利马岛、马诺诺岛，全部位于今天的萨摩亚独立国境内。它曾是除德屬新幾內亞外，德国在太平洋的唯一一块殖民地。该殖民地于1900年3月1日成立，由德意志帝国太平洋舰队司令部管辖。1914年由新西兰占领，并于1919年由凡尔赛条约确认。

## 徽章与旗帜
1914年，德意志帝国曾为其海外殖民地（包括德属萨摩亚）拟定一系列徽章与旗帜草案。然而，这些设计尚未完成，第一次世界大战便爆发，因此相关标志最终未被正式采用。战后，德国在战争中战败，失去了所有海外殖民地，这些徽章与旗帜因此失去实际用途。

原拟定旗帜初稿
原拟定旗帜再稿
原拟定徽章

## 人口与劳工政策
1911年，岛上居民约有33500名原住民、557名欧洲人（其中包括329名德国人和132名英国人）、1025名所谓的“混血儿”以及1546名华人。
德国殖民管理当局禁止向萨摩亚人发放贷款，并禁止他们参与赌博以及酒精和武器的交易。为了终结争端，总督威廉·索尔夫于1903年2月28日成立了一个由欧洲法律专家和萨摩亚习俗与法规专家组成的“土地与头衔委员会”。该委员会负责审查法律主张，并试图加强原住民相对于德国定居者的土地权利。此外，该委员会也为保护萨摩亚的传统价值观做出了贡献。
应萨摩亚酋长（Mata'i）于1903年6月25日提出的请求，索尔夫下令全面免除萨摩亚人为欧洲人提供劳役。此后，欧洲种植园主开始越来越多地引进中国契约劳工（即“苦力”）作为殖民地的廉价劳动力。这些劳工时常投诉其非人的工作条件，他们每天必须在田间劳动十小时甚至更长时间，且不得离开种植园。此外，种植园主还经常对他们使用体罚（笞刑），而这种刑罚对于当地原住民是禁止的。直到1909年12月，在中国政府进行外交干预后，德属萨摩亚才最终废除了针对中国劳工的体罚制度。
1. ↑  Official Hand-Held stamp, C. 1900
2. ↑  Ryden, George Herbert. The Foreign Policy of the United States in Relation to Samoa. New York: Octagon Books, 1975. (Reprint by special arrangement with Yale University Press. Originally published at New Haven: Yale University Press, 1928), p. 574; the Tripartite Convention (United States, Germany, Great Britain) was signed at Washington on 2 December 1899 with ratifications exchanged on 16 February 1900
3. ↑  Flag raising at Mulinuʻu Point was 1 March 1900
4. ↑  Deutscher Kolonial-Atlas mit Jahrbuch 1918, Die Samoainseln (Schifferinseln). Deutsche Kolonialgesellschaft, Berlin 1918.
5. ↑  Guido Knopp u. a.: Das Weltreich der Deutschen. Piper Verlag, München/Zürich 2011, ISBN 978-3-492-26489-1, S. 172.
6. ↑  Guido Knopp u. a.: Das Weltreich der Deutschen. Piper Verlag, München/Zürich 2011, ISBN 978-3-492-26489-1, S. 172.